# Distrito histórico de Henderson Place
El Distrito histórico de Henderson Place  es un distrito histórico ubicado en Nueva York, Nueva York. El Distrito histórico de Henderson Place se encuentra inscrito como un Distrito Histórico en el Registro Nacional de Lugares Históricos desde el 20 de junio de 1974. 

## Ubicación
El Distrito histórico de Henderson Place se encuentra dentro del condado de Nueva York en las coordenadas 40°46′31″N 73°56′42″O / 40.775278, -73.945.